# Tour de Berna femenino
El Tour de Berna femenino (en alemán : Berner Rundfahrt) es una carrera ciclista femenina de un solo día que se disputa anualmente en el cantón de Berna en Suiza.
La primera edición se corrió en 1979 como amateur, aunque esta no se comenzó a disputar con regularidad cuando empezó a ser profesional en 1996 primero en categoría 1.9.2 (posteriormente renombrada por 1.1) y desde el 2006 puntuable para la Copa del Mundo.
Al igual que su homónima masculina se la conocía anteriormente como Tour del Noroeste de Suiza (en alemán: Nordwestschweizer Rundfahrt ) y mantuvo ese nombre hasta 1995.

## Palmarés
| Año                               | Ganador                | Segundo                 | Tercero               |
| --------------------------------- | ---------------------- | ----------------------- | --------------------- |
| 1979                              | Jolanda Kalt           | Rosmarie Kurz           | Anita Loosli          |
| 1980                              | Rosmarie Schatzmann    |                         |                       |
| 1981-1982 ediciones no realizadas |                        |                         |                       |
| 1983                              | Stefania Carmine       |                         |                       |
| 1984                              | Evelyne Müller         | Manuela Wohlgemuth      | Hilde Dobiasch        |
| 1985                              | Sandra Schumacher      |                         | Manuela Wohlgemuth    |
| 1986                              | Evelyne Müller         |                         |                       |
| 1987                              | Edith Schönenberger    | Barbara Ganz            | Brigitte Gyr-Gschwend |
| 1988                              | Barbara Ganz           | Edith Schönenberger     | Brigitte Gyr-Gschwend |
| 1989                              | Barbara Ganz           | Edith Schönenberger     | Evelyne Müller        |
| 1990                              | Evelyne Müller         | Luzia Zberg             | Edith Schönenberger   |
| 1991                              | Luzia Zberg            |                         |                       |
| 1992                              | Luzia Zberg            | Karina Skibby           | Barbara Heeb          |
| 1993                              | Katrin Ranger          | Evelyne Müller          | Sandra Schumacher     |
| 1994                              | Nataliya Kyshchuk      | Luzia Zberg             | Alexandra Bähler      |
| 1995                              | Luzia Zberg            | Barbara Heeb            | Marcia Eicher         |
| 1996                              | Karin Möbes            | Barbara Heeb            | Diana Rast            |
| 1997                              | Diana Rast             | Yvonne Schnorf          | Natalja Yuganiuk      |
| 1998                              | Chantal Daucourt       | Barbara Heeb            | Nicole Brändli        |
| 1999                              | Marion Brauen          | Diana Rast              | Barbara Del Vai       |
| 2000                              | Noemi Cantele          | Nicole Brändli          | Bettina Schöke        |
| 2001                              | Vera Hohlfeld          | Diana Žiliūtė           | Nicole Brändli        |
| 2002                              | Priska Doppmann        | Jenny Algelid-Bengtsson | Miho Oki              |
| 2003                              | Olivia Gollan          | Nicole Brändli          | Swetlana Bubnenkowa   |
| 2004                              | Fabiana Luperini       | Lyne Bessette           | Karin Thürig          |
| 2005                              | Edita Pučinskaitė      | Monica Holler           | Oenone Wood           |
| 2006                              | Zulfiya Zabirova       | Oenone Wood             | Olga Sljussarewa      |
| 2007                              | Edita Pučinskaitė      | Marianne Vos            | Oenone Wood           |
| 2008                              | Susanne Ljungskog      | Judith Arndt            | Mirjam Melchers       |
| 2009                              | Kristin Armstrong      | Marianne Vos            | Trixi Worrack         |
| 2010                              | Sharon Laws            | Polona Batagelj         | Carla Ryan            |
| 2011                              | Pascale Schnider       | Jessica Schneeberger    | Jennifer Hohl         |
| 2012                              | Emma Pooley            | Doris Schweizer         | Jessica Schneeberger  |
| 2013                              | Nicole Hanselmann      | Doris Schweizer         | Mirjam Gysling        |
| 2014                              | Elke Gebhardt          | Vera Koedooder          | Jacqueline Hahn       |
| 2015                              | Doris Schweizer        | Ashleigh Moolman-Pasio  | Lotta Lepistö         |
| 2016                              | Ashleigh Moolman-Pasio | Lotta Lepistö           | Clara Koppenburg      |
| 2017                              | Stephanie Gaumnitz     | Jessica Allen           | Sarah Roy             |
| 2019                              | Elise Chabbey          | Cecilie Uttrup Ludwig   | Jutta Stienen         |
| 2022                              | Annabel Fisher         | Lea Fuchs               | Lara Krähemann        |
| 2023                              | Lea Fuchs              | Anabel Yapura           | Aline Seitz           |

## Palmarés por países
| País           | Victorias |
| -------------- | --------- |
| Suiza          | 19        |
| Alemania       | 6         |
| Italia         | 2         |
| Lituania       | 2         |
| Reino Unido    | 2         |
| Ucrania        | 1         |
| Australia      | 1         |
| Kazajistán     | 1         |
| Suecia         | 1         |
| Estados Unidos | 1         |
| Sudáfrica      | 1         |